# Boog van Lentulus en Crispinus
De Boog van Lentulus en Crispinus was een ereboog in het oude Rome.
De boog was in 2 n.Chr. opgericht door de consuls (suffecti, vervangers van de oorspronkelijke consuls) van dat jaar; Publius Lentulus Scipio en Titus Quinctius Crispinus Valerianus. De boog stond op het Forum Boarium, tussen de kerk Santa Maria in Cosmedin en de Tiber. Hij werd in de renaissance al afgebroken, maar de antieke inscriptie die erop gegraveerd was, is bekend gebleven. Deze inscriptie herinnert aan de bouw van de boog en is vrijwel identiek aan de inscriptie die nog zichtbaar is op de Boog van Dolabella en Silanus. De laatste boog is een herbouw van een poort uit de Servische Muur, die in de 1e eeuw zijn verdedigende functie had verloren, en er wordt aangenomen dat dit bij de Boog van Lentulus en Crispinus ook het geval was. De boog kwam in de plaats van de Porta Trigemina, een van de hoofdpoorten van de stad met drie doorgangen. Vermoedelijk was de Boog van Lentulus en Crispinus ook drievoudig uitgevoerd.